# Granulopsis thelcterium
Granulopsis thelcterium is een slakkensoort uit de familie van de Cerithiopsidae. De wetenschappelijke naam van de soort is voor het eerst geldig gepubliceerd in 1929 door Tomlin.